# Arkansas State Police
Die Arkansas State Police (ASP) ist eine Abteilung der Staatspolizei des Arkansas Department of Public Safety und die wichtigste Strafverfolgungsbehörde im Bundesstaat Arkansas. Die Arkansas State Police ist für die Durchsetzung von Kraftfahrzeuggesetzen, Verkehrsgesetzen und Strafgesetzen zuständig. Die Arkansas State Police dient den lokalen Strafverfolgungsbehörden im Bundesstaat Arkansas als unterstützende Behörde und hat landesweit die Befugnis, Strafverfolgungsaktivitäten, strafrechtliche Ermittlungen und Ermittlungen bei Verbrechen gegen Kinder durchzuführen.

## Geschichte
Die Arkansas State Police wurde am 19. März 1935 durch das Gesetz 120 von 1935 gegründet, das von der Generalversammlung von Arkansas genehmigt und vom 30. Gouverneur von Arkansas J.M. Futrell unterzeichnet wurde.
Bei der Gründung der Arkansas State Police im Jahr 1935 bestand die Behörde aus etwa dreizehn Rangern, die mit der Durchsetzung von Alkohol- und Verkehrsgesetzen beauftragt waren. Seit ihrer Gründung im Jahr 1935 ist die Arkansas State Police eine unterstützende Behörde für die lokalen Strafverfolgungsbehörden.

## State Police Commission
Die Arkansas State Police Commission besteht aus sieben Mitgliedern, die vom Gouverneur von Arkansas mit dem Rat und der Zustimmung des Senats von Arkansas für eine Amtszeit von sieben Jahren ernannt werden. Die Kommission ist für die Gesamtkontrolle der Arkansas State Police verantwortlich.
Aktuelle Kommissare:
- Vorsitzender: Neff Basore aus Bella Vista, Arkansas
- Vize-Vorsitzender: John Allison aus Conway, Arkansas
- Sekretär: Stephen Edwards aus Marianna, Arkansas
- Mitglied: Jeffery Teague aus El Dorado, Arkansas
- Mitglied: Jim Hinkle aus Conway, Arkansas
- Mitglied: Murray Benton Sr. aus Jonesboro, Arkansas
- Mitglied: Ken Reeves aus Harrison, Arkansas

## Organisation
- Gouverneur von Arkansas – Asa Hutchinson[3]
  - Arkansas Department of Public Safety Sekretärin – Jami Cook[4]
    - Direktor der Arkansas State Police – Colonel William „Bill“ Bryant[5]
      - Stellvertretender Direktor – Lieutenant Colonel Tim K'Nuckles[6] – Verwaltungsdienste
      - Stellvertretender Direktor – Lieutenant Colonel Shawn Garner[6] – Außendienst
- Verwaltungsdienste – Major Charles Hubbard[7]
  - Die Verwaltungsdienste bestehen aus zwei der größten Abteilungen, der Rekrutierung und der Ausbildung, sowie den Personaldienstleistungen für die mehr als 900 Mitarbeiter der State Police. Das Rekrutierungsbüro der Arkansas State Police sammelt die ersten Kontaktformulare aller potenziellen Rekruten und bereitet die nächste Generation von State Police-Rekruten vor, die in die Ausbildungsakademie der Abteilung eintreten können. Die der Abteilung zugewiesenen Ausbildungsbeamten entwickeln und unterrichten sowohl den Lehrplan für neue Rekruten als auch die Fortbildung für amtierende Troopers.[7]
    - Arkansas State Police Personal[7]
      - Beschäftigung[8]
      - Amt für Personalmanagement[9]
      - Politik der Chancengleichheit bei der Beschäftigung

### Highway Patrol
- Highway Patrol – Major Forrest Marks – Kommandant Region West[10]
- Highway Patrol – Major Jason Aaron – Kommandant Region Ost[10]
  - Die Highway Patrol Division ist die uniformierte Abteilung der Arkansas State Police. Sie ist für die Verkehrsüberwachung, den Verkehr und die Strafverfolgung auf den ländlichen Highways von Arkansas zuständig. Das HPD hilft auch bei anderen Vorfällen, wie z. B. Unruhen, Gefängnisunruhen, arbeitsbezogenen Unruhen und der Bereitstellung von Sicherheit bei öffentlichen Veranstaltungen.
  - Die Highway Patrol Division ist in zwei Regionen unterteilt, die sich beide bei der Arkansas State Police, One State Police Plaza Drive, Little Rock, Arkansas, befinden.

### Strafrechtliche Ermittlungen
- Strafrechtliche Ermittlungen – Major Mark Hollingsworth – Kommandant
  - Special Agents, die den Strafermittlungen zugewiesen sind, untersuchen Kriminalfälle, die sowohl von der Arkansas State Police als auch von lokalen Strafverfolgungsbehörden eingeleitet werden.

### Verbrechen gegen Kinder
- Verbrechen gegen Kinder – Major Jeffrey Drew – Kommandant[11]
  - Verbrechen gegen Kinder – Gary Glisson – Ermittlungsleiter[11]
  - Verbrechen gegen Kinder – Dan Mack – Hotline Administrator[11]
  - Ermittler, die der Abteilung für Verbrechen gegen Kinder zugeordnet sind, untersuchen Fälle von Kindesmisshandlung und Straftaten, an denen Jugendliche beteiligt sind, zusammen mit den örtlichen Strafverfolgungsbehörden.

## Kontroversen
- 1992 vollstreckten State Troopers einen Durchsuchungsbefehl, ohne anzuklopfen und sich anzukündigen. Der U.S. Supreme Court entschied im Fall Wilson v. Arkansas, dass die Aktion gegen den Vierten Verfassungszusatz verstößt.[12]
- 1993 behaupteten mehrere State Troopers, sie hätten dem damaligen Gouverneur Bill Clinton geholfen, außereheliche Affären zu decken, was als „Troopergate“ bekannt wurde.[13] Es wurde keine offizielle staatliche Untersuchung durchgeführt.
- Am 7. März 2006 erschoss der Trooper Larry P. Norman tödlich Joseph Erin Hamley, einen unbewaffneten Mann mit zerebraler Lähmung, als dieser auf dem Rücken lag.[14] Am 28. Juni 2007 bekannte sich Norman aufgrund der Aufnahmen der Dashcam der fahrlässigen Tötung schuldig und wurde zu 90 Tagen Gefängnis, 30 Tagen gemeinnütziger Arbeit, einem Jahr Bewährung und einer Geldstrafe von 1.000 Dollar verurteilt.[15] Norman verbüßte 54 Tage seiner Haftstrafe. Die Arkansas State Police einigte sich am 5. März 2007 in einem Rechtsstreit mit der Familie des Opfers auf eine Million Dollar.[16]

## In der Populärkultur
- In der dritten Staffel von HBOs True Detective waren Mahershala Ali und Stephen Dorff als Detectives der Arkansas State Police zu sehen.
- In dem Film Der Tiger hetzt die Meute von 1973 mit Burt Reynolds in der Hauptrolle ist die Arkansas State Police zu sehen, wie sie Reynolds’ Charakter, Gator McKlusky, verfolgt.